# Kasper Larsen (håndboldspiller)
 Der er flere personer med dette navn, se Kasper Larsen.
Kasper Kock Larsen (født 18. marts 1989 i Aarhus) er en dansk håndboldspiller, der spiller for Bjerringbro-Silkeborg i Håndboldligaen. Han kom til klubben i 2024 fra SønderjyskE Håndbold. Han har tidligere optrådt for Fredericia HK, Århus Håndbold, Ribe-Esbjerg HH, Skanderborg Håndbold og Mors-Thy Håndbold. 
Da han har døjet med hjernerystelser i løbet af karieren, spiller Kasper Larsen med hjelm.
Han startede karrieren i Århus, og skiftede som 18-årig til Fredericia HK i 2008-09 sæsonen. I 2009 blev han hentet tilbage til Århus Håndbold, da klubben hentede begge Fredericias målmænd: ham og Jan "Tromle" Nielsen.
I 2012 skrev han en to-årig kontrakt med Ribe-Esbjerg HH.
I 2015-16 spillede han en enkelt sæson for Bjerringbro-Silkeborg, hvor han vandt det danske mesterskab. Han fik dog ikke sin kontrakt forlænget, og tog derefter til Mors-Thy Håndbold.
I 2016-2017 var han på all-star holdet i den danske liga. Det fik Bjerringbro-Silkeborg til at købe ham tilbage midtvejs i kontrakten med Mors-Thy.
Fra 2021-2024 spillede han i SønderjyskE Håndbold.
I 2023 skrev han for tredje gang kontrakt med Bjerringbro-Silkeborg. Denne gang var det en to-årig aftale med start i sommeren 2024.
Han spillede i ungdomsårene for det danske ungdomslandshold. I 2010 blev han ungdomsverdensmester.